# 管子 (書)
《管子》以中國春秋時代政治家、哲學家管仲命名，其中也记载了管仲死后的事情，并非管仲所著，但仍被认为可以体现管仲的主要思想。文章大概出自深受管仲影响的稷下學派之手。漢朝學者劉向約於公元前26年為《管子》進行編輯。在四庫全書中為子部法家類。

## 作者
“管子”書名最早見於《韩非子·五蠹》说：“今境内之民皆言治，藏商、管之法者家有之”。《史記》肯定《管子》為管仲之作：“读管氏《牧民》、《山高》、《乘马》、《轻重》、《九府》，……其书世多有之”。晉朝傅玄開始對《管子》一書的作者產生疑議，他說“管仲之書，過半是後之好事者所為，輕重諸篇尤鄙俗。”，唐代孔穎達亦稱“世有管子書者，或是後人所錄”。朱熹則表示管仲不是有時間寫書的人。《四庫全書總目》云：「今考其文，大抵後人附會多於仲之本書」。郭沫若認為《管子》中《心術上》、《心術下》、《白心》、《內業》等篇為宋鈃、尹文的著作。

## 內容結構
《管子》一書共八十六篇，其中有十篇文已佚。《管子》全书十六万言，內容可分八類：《經言》九篇，《外言》八篇，《內言》七篇，《短語》十七篇，《區言》五篇，《雜篇》十篇，《管子解》四篇，《管子輕重》十六篇。《管子》内容很庞杂，甚至間有，文章有很强的法家色彩，包括大量具体的治国方术。《管子》对法律的作用分析為：“法者，所以兴功惧暴也；律者，所以定分止争也；令者，所以令人知事也”。但同时也揉合了儒家思想，例如《管子》认为“凡治国之道，必先富民。民富则易治也，民贫则难治也”。又如《管子·霸言》中：“夫霸王之所始也，以人为本。本理则国固，本乱则国危。”《管子》也有道家思想，例如在〈內業章〉中就有最古老道教修行的記載。《管子》也有經濟學的觀念，《乘马》一章中指出：“市者，可以知治乱，可以知多寡”，“而万人之所和而利也。”《汉书·艺文志》列入道家类，《隋书·经籍志》改列法家类。

## 修養論
《管子·內業》篇的主題，是如何探求生命之源，以達致長壽。長壽的唯一途徑，是修練人心最深處的清氣，與道合一。〈內業〉秉承氣化宇宙論，相信個人可以從宇宙源源不絕所供給之氣，不斷將新氣引入其生命。「心」不僅是精純之氣的所在，更是智慧的源生地；人必須去除心中的情緒思慮，心才可以容納精氣
:143-144。《管子·心術上》主張修養內心，與「道」合一，說「虛其欲，神將入舍；掃除不潔，神乃留處」，借用降神的語言，說明內心的求道得道。「神將入舍」的「神」，不是鬼神，而是內心修養得來的「精神」:195-196。

## 評價
- 許筠：“管子書龐雜重複，似不出一人手。其心術、內業等篇，皆附會道家，而宙合諸篇，皆用隱語，俶譎詭怪。以仲責之術，安得有此謬悠語耶？使果出其手，不過故爲權辭以飾之耳。仲之情見於其書者，獨牧民、大匡、輕重等篇，而牧民尤爲簡明，其論兵陣之制，農桑諸利之原，鑿鑿中其綮。宜其施之事而輒有實效，終至於富國強兵，取威定霸，而尊其主爲百五首也。噫！世已末矣。王道卒不可行，則安得如管子者爲政而治其民耶？”（『惺所覆瓿稿』 卷13 「文部」10 '管子'）

## 延伸阅读
[在维基数据编辑]
 在维基文库阅读本作品原文（ 在维基共享资源阅览影像）
 《管子 (四庫全書本)》
 《管子 (四部叢刊本)》
 《欽定古今圖書集成·理學彙編·經籍典·管子部》，出自陈梦雷《古今圖書集成》

## 外部連結
- 谷中信一：〈《管子》中的秩序與和諧觀——稷下道家的考察 （页面存档备份，存于）〉。
- 李学勤：〈《管子·心术》等篇的再考察 （页面存档备份，存于）〉。
- 《管子 （页面存档备份，存于）》 - 中国哲学书电子化计划
  - [永久]
  - 简体版 （页面存档备份，存于）
  - 英文版 （页面存档备份，存于） - Chinese Text Project